# 光輝圍

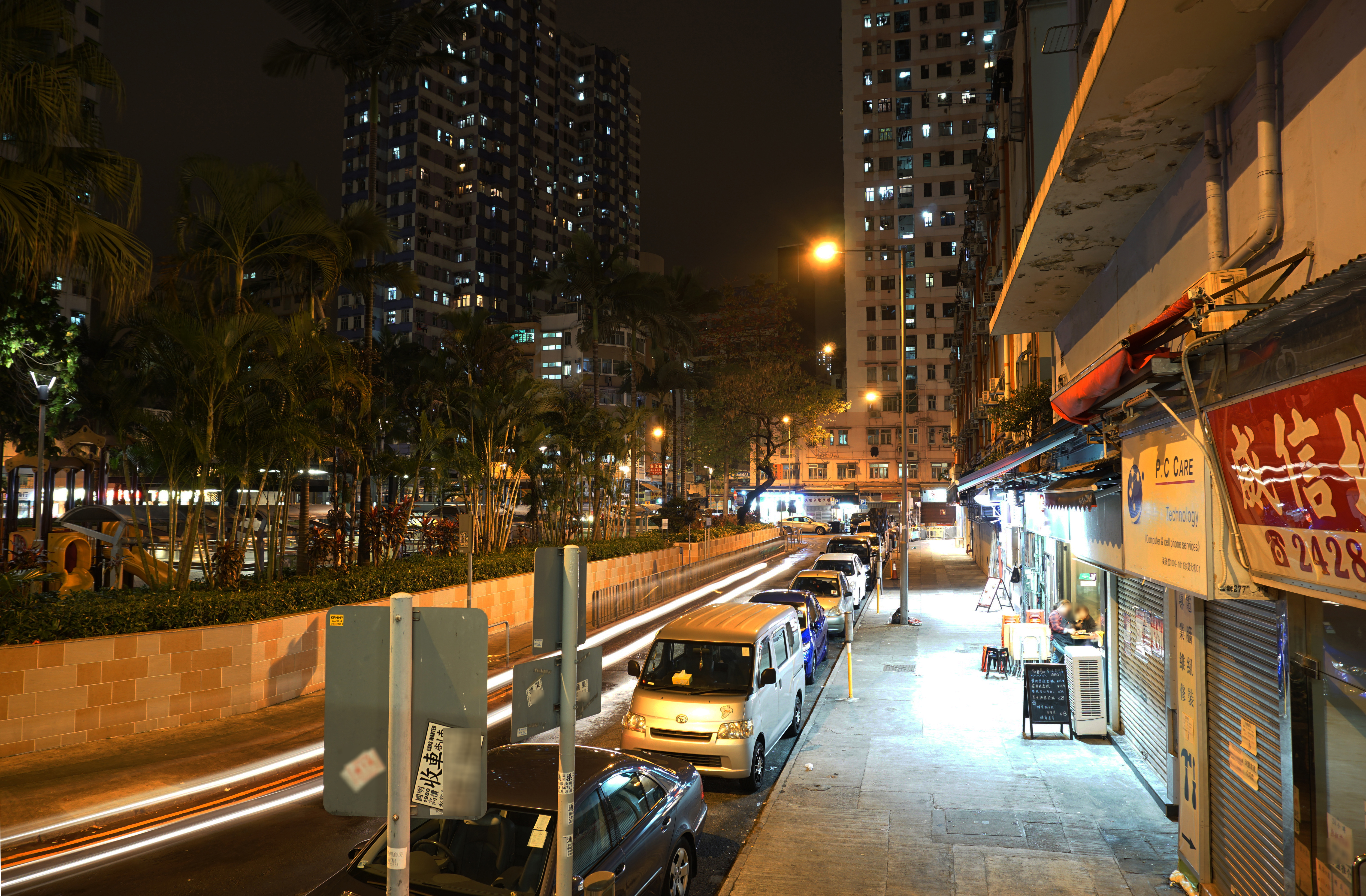
光輝圍東面

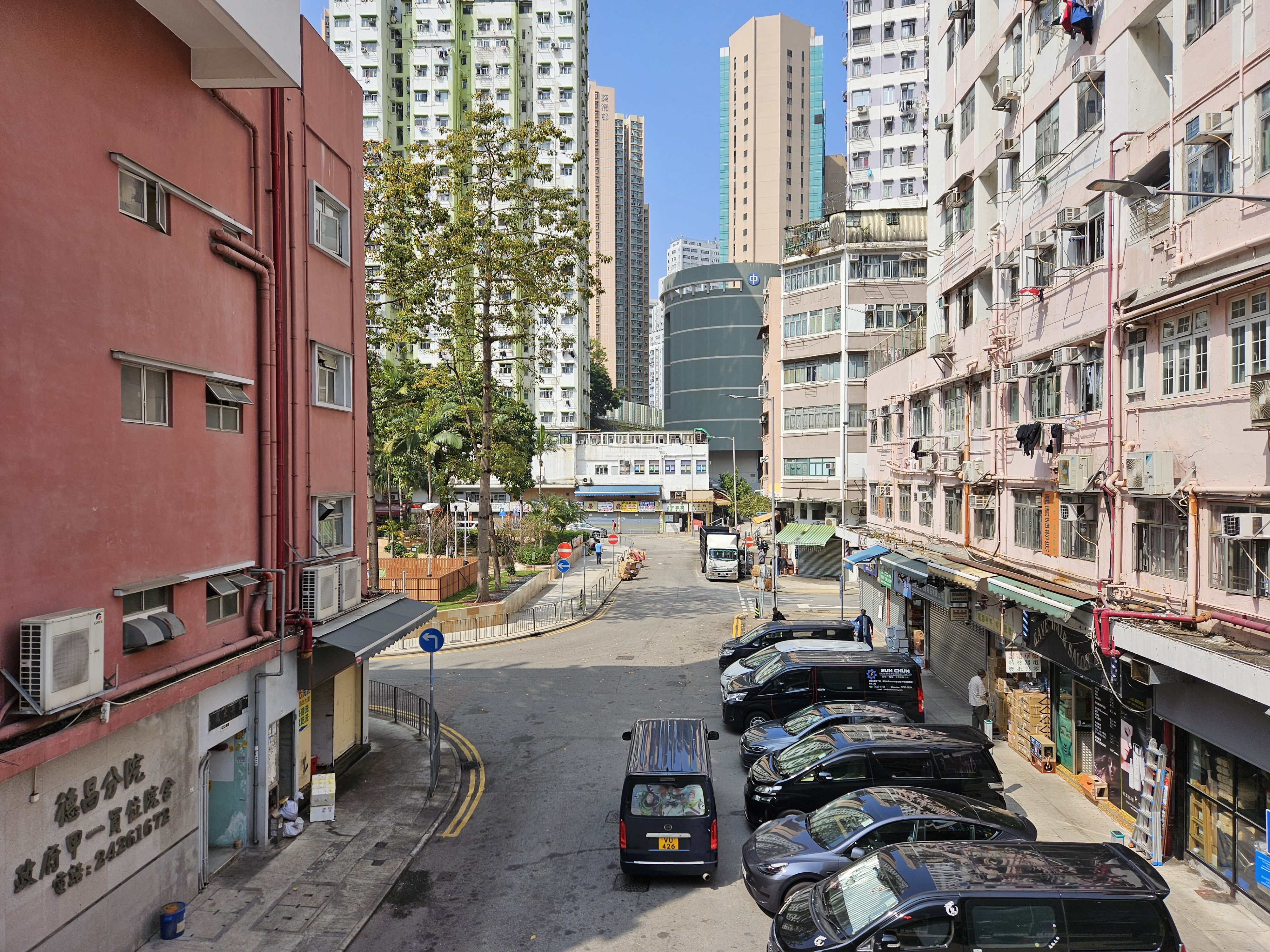
光輝圍

光輝圍（英語：Kwong Fai Circuit，22°22′4″N 114°7′58″E / 22.36778°N 114.13278°E），位於香港新界中葵涌禾塘咀橫龍仔，1970年代初開發前的原址是圳邊村（傅屋）和圍乪村。即現時葵涌道北面盡頭附近，光輝圍位處葵青區，是一條繞着光輝圍遊樂場而建的單程路，路邊設有多個停車位，附近一帶有很多住宅、酒樓和汽車修理店。汽車雖然不能由光輝圍通往葵涌道，但行人則可以徒步經過。多條途經葵涌道的巴士線於光輝圍、葵涌道交界處均有設站，供乘客上落。

## 附近住宅大廈
- 德昌大廈
- 昌偉大廈
- 昌宏大廈
- 葵景大廈
- 葵和大廈
- 昌發大廈
- 光輝大廈
- 嘉寶大廈
- 珠寶大廈

## 最近建設

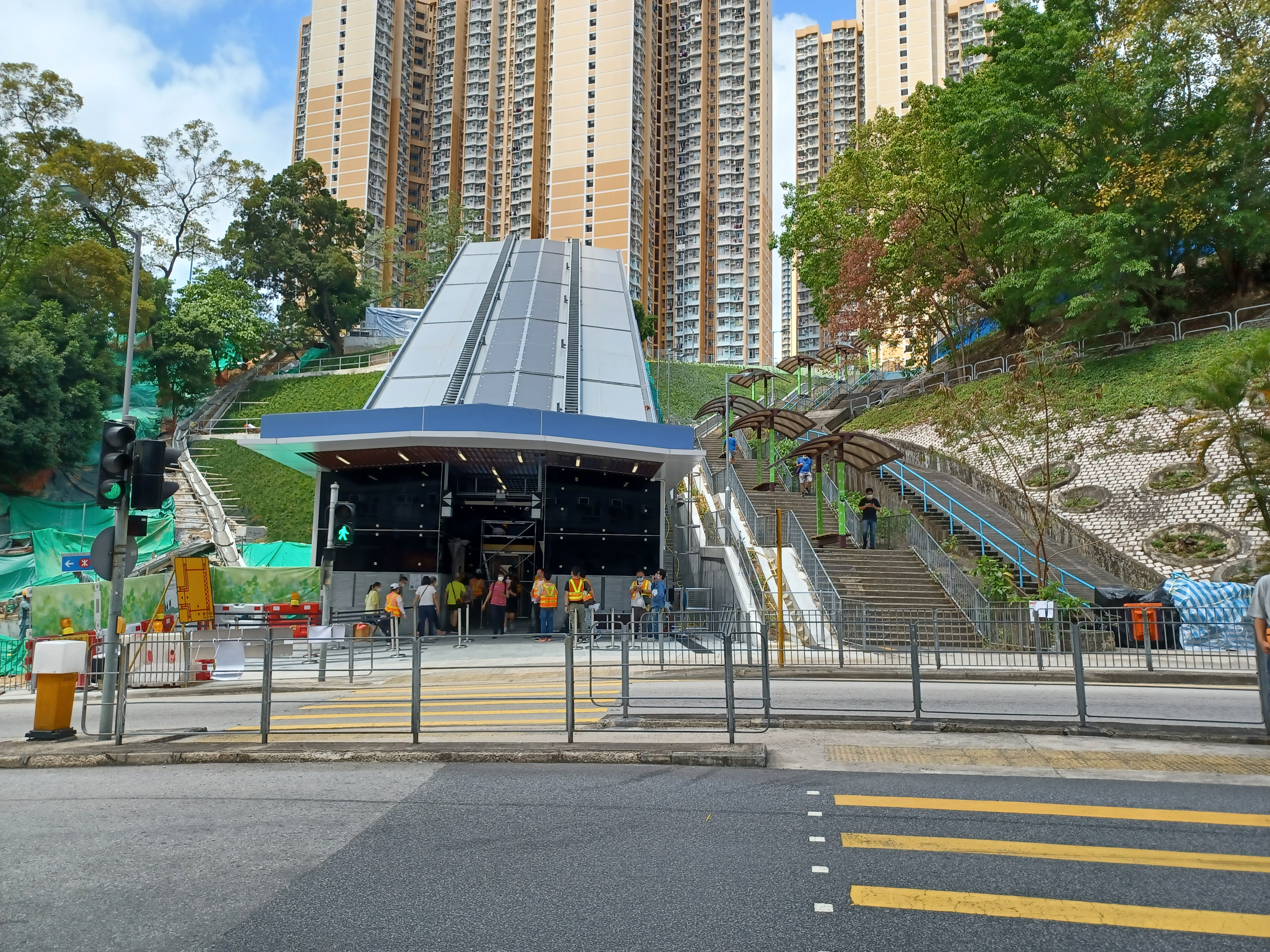
啟用不久的斜道式升降機

光輝圍和禾塘咀街一帶與位處地勢較高的葵涌邨之間有一條約119級梯級高的「天梯」，而區內多年長居民，居民到光輝圍或葵涌一帶購物後需要途經天梯返家，往往感到不便。過去30多年曾有不同團體向運輸署反映，並多次到立法會請願，爭取於葵涌光輝圍增設電梯方便葵涌邨居民出入，惟建議一直未被接納。直至2017年，香港立法會通過撥款2.5億元興建升降機，2019年2月1日，政府公佈工程完成招標，將會開展斜道式升降機興建工程，2022年初完工。